# R.H. Bing
R.H. Bing, Oakwood (Texas) 20 oktober 1914 - Austin (Texas) 28 april 1986, was een wiskundige uit de  Verenigde Staten. Hij werkte op het gebied van de topologie, waar hij belangrijke bijdragen in heeft geleverd. Zijn onderzoek in de wiskunde had vooral betrekking op de theorie van 3-variëteiten en in het bijzonder op de meetkundige topologie van de {\displaystyle \mathbb {R} ^{3}}. De stijl van de methoden, die door Bing werden gebruikt, werden Bing-type-topologie genoemd.